# Baxter (Iowa)

Baxter è una città della contea di Jasper. La città è stata fondata nel 1866.